# لويس نجوات-ماهوب
لويس نجوات-ماهوب (بالفرنسية: Louis Ngwat Mahop)‏ (16 سبتمبر 1987 بياوندي في الكاميرون - ) هو لاعب كرة قدم كاميروني في مركزي الهجوم والوسط. لعب مع بايرن ميونخ الثاني وبايرن ميونخ ونادي رايندورف آلتاخ ونادي ريد بل سالزبورغ ونادي كارلسروه وG.S. Iraklis Thessaloniki ‏ ونادي إيراكليس.

## وصلات خارجية
- لويس نجوات-ماهوب على موقع قاعدة بيانات كرة القدم.إي يو (الإنجليزية)
- لويس نجوات-ماهوب على موقع بيانات كرة القدم. دي إي (الألمانية)
- لويس نجوات-ماهوب على موقع Soccerway.com (الإنجليزية)
- لويس نجوات-ماهوب على موقع عالم كرة القدم.نت (الإنجليزية)